# Del Taco
Del Taco ist der Name einer US-amerikanischen Schnellrestaurantkette, Unternehmenssitz ist Lake Forest in Kalifornien.
Zum Angebot von Del Taco gehören klassisches mexikanisches Fastfood wie Tacos, Nachos und Burritos, aber auch Burger und Pommes.
Das erste Restaurant eröffnete 1964 in Yermo in Kalifornien.
Heute ist Del Taco laut eigenen Angaben mit über 470 Filialen die zweitgrößte Fastfoodkette in den USA, die sich auf mexikanisches Fastfood spezialisiert hat.